# زبان اندی
زبان اندی (انگلیسی: Andi language) از زبان‌های قفقازی شمال شرقی است که به شاخه زبان‌های آواری-اندی تعلق دارد و دارای ۵٬۸۰۰ گویشور بومی است. این زبان دارای چهار گویش مونینی، ریکوانی، کوانخیتادلی و گاگاتلی است که کاملاً از یکدیگر متمایزند. گویشوران این زبان از زبان آواری و روسی برای نوشتار بهره می‌برند.